# Florian Rieß
Florian Rieß SJ (* 5. Februar 1823 in Tiefenbach, Oberamt Neckarsulm; † 30. Dezember 1882 in Feldkirch) war ein römisch-katholischer Geistlicher, Autor und Verleger.

## Leben
Florian Rieß studierte Theologie und Philosophie und wurde 1845 zum Dr. phil. promoviert. Er empfing im selben Jahr die Priesterweihe und war als Vikar in Ravensburg tätig. Er war ab 1846 Repetent am Wilhelmsstift und unterrichtete mit den Kollegen wie Johannes Baptist Klotz, Ernst Stemmer, Franz Quirin Kober und Johann Nepomuk Brischar. Er wurde durch Beschluss des Ministeriums des Kirchen- und Schulwesens vom 14. April 1848 freigestellt und am 28. April 1848 vom Kirchenrat zur Herausgabe einer neuen Tageszeitung nach Stuttgart beurlaubt. Sein Engagement wurde durch den Rottenburger Bischof Josef von Lipp unterstützt.
Florian Rieß war Verleger, Herausgeber und Chefredakteur der katholischen Tageszeitung Deutsches Volksblatt – mit dem Untertitel eine politische Zeitung –, die am 1. Mai 1848 erschien. Das Datum war ursprünglich der Termin zur ersten Sitzung der Frankfurter Nationalversammlung. Das Deutsche Volksblatt avancierte zu einer anerkannten Tageszeitung im damaligen Europa. Zudem gab er 1850 das Sonntagsblatt für das christliche Volk (ab 1868 als Katholisches Sonntagsblatt) und den Katholischen Volks- und Hauskalender heraus. Aus dem Verlag heraus entwickelte sich 1875 die Aktiengesellschaft Deutsches Volksblatt (und 1924 der heutige Schwabenverlag).
Mit Urteil vom 7. Februar 1854 wurde Rieß durch das Großherzogliche Hofgericht des Oberrheinstreifens in Karlsruhe die Herausgabe des Sonntagsblatt für das christliche Volk wegen „Gefährdung der öffentlichen Ruhe und Ordnung“ untersagt. Da Rieß sich nicht daran hielt, verfügte das Gericht am 20. Juni 1854 eine „Kreisgefängnisstrafe von vier Monaten und eine Geldstrafe“, anzutreten bei Nichteinhaltung.
Rieß trat 1857 in den Jesuitenorden in Gorheim bei Sigmaringen ein; sein Nachfolger im Zeitungs- und Verlagsgeschäft war Dr. Stephan Uhl. Nach der Vertreibung der Jesuiten 1872 aus dem Deutschen Reich lebte er am Jesuiten-Collegium 
Ditton Hall in Cheshire in England. Er war zusammen mit den Jesuiten Peter Roh, Gerhard Schneemann und Daniel Rattinger Mitbegründer der Stimmen aus Maria Laach. Von 1870 bis 1882 war er Professor für Kirchengeschichte in Ditton Hall und Maria Laach.